# Luigi Antonio Secco
Luigi Antonio Secco (Piazzola sul Brenta, 8 giugno 1947) è un vescovo cattolico e missionario italiano.

## Biografia
Nasce a Piazzola sul Brenta, in provincia di Padova e diocesi di Vicenza, l'8 giugno 1947.

### Formazione e ministero sacerdotale
Ha studiato presso l'Istituto missionario salesiano di Bagnolo Piemonte dal 1958 al 1963. Nel 1963 è entrato nella Società salesiana di San Giovanni Bosco e ha fatto il noviziato a San Antonio de Los Altos, in Venezuela. Ha continuato gli studi presso il Pontificio Ateneo Salesiano a Roma, poi a Cremisan ed infine a Betlemme dove si è specializzato in teologia biblica.
Il 27 aprile 1975 è stato ordinato presbitero a Gerusalemme. In seguito è stato responsabile della pastorale degli aspiranti salesiani in Venezuela dal 1975 al 1979; incaricato dell'animazione diocesana giovanile a Willemstad dal 1979 al 1982; superiore di comunità a Curaçao dal 1982 al 1985; direttore del pre-noviziato in Venezuela dal 1985 al 1991. Nel 1991 è stato inviato a Roma per studi. Nel 1993 ha conseguito la licenza in teologia dogmatica presso l'Università Pontificia Salesiana di Roma. Tornato in terra di missione è stato superiore di comunità a Curaçao dal 1993 al 1997 e superiore e maestro dei novizi nel noviziato di San Antonio de los Altos dal 1997.

### Ministero episcopale
Il 24 luglio 2000 papa Giovanni Paolo II lo ha nominato vescovo coadiutore di Willemstad. Ha ricevuto l'ordinazione episcopale il 25 ottobre successivo da Wilhelm Michel Ellis, vescovo di Willemstad, co-consacranti l'arcivescovo metropolita di Caracas Antonio Ignacio Velasco García e il vicario apostolico di Puerto Ayacucho José Ángel Divassón Cilveti. L'11 ottobre 2001 è succeduto alla medesima sede.
In seno alla Conferenza episcopale delle Antille è presidente della commissione per l'evangelizzazione e la missione.
Il 7 gennaio 2025 papa Francesco ha accolto la sua rinuncia, presentata per raggiunti limiti di età, al governo pastorale della diocesi di Willemstad.

## Genealogia episcopale
La genealogia episcopale è:
- Cardinale Scipione Rebiba
- Cardinale Giulio Antonio Santori
- Cardinale Girolamo Bernerio, O.P.
- Arcivescovo Galeazzo Sanvitale
- Cardinale Ludovico Ludovisi
- Cardinale Luigi Caetani
- Cardinale Ulderico Carpegna
- Cardinale Paluzzo Paluzzi Altieri degli Albertoni
- Papa Benedetto XIII
- Papa Benedetto XIV
- Papa Clemente XIII
- Cardinale Marcantonio Colonna
- Cardinale Giacinto Sigismondo Gerdil, B.
- Cardinale Giulio Maria della Somaglia
- Cardinale Carlo Odescalchi, S.I.
- Cardinale Costantino Patrizi Naro
- Cardinale Lucido Maria Parocchi
- Papa Pio X
- Papa Benedetto XV
- Papa Pio XII
- Cardinale Eugène Tisserant
- Arcivescovo Raffaele Forni
- Vescovo Joannes Maria Michael Holterman, O.P.
- Vescovo Wilhelm Michel Ellis
- Vescovo Luigi Antonio Secco, S.D.B.